# Кортацоне
Кортацоне (итал. Cortazzone) је насеље у Италији у округу Асти, региону Пијемонт.
Према процени из 2011. у насељу је живело 134 становника. Насеље се налази на надморској висини од 201 м.

## Становништво
| 1936. | 1951. | 1961. | 1971. | 1981. | 1991. | 2001. | 2011. |
| ----- | ----- | ----- | ----- | ----- | ----- | ----- | ----- |
| 1.277 | 992   | 742   | 605   | 523   | 539   | 626   | 657   |